# Laurent Zongo
Laurent Zongo (* 31. Dezember 1975) ist ein ehemaliger burkinischer Radrennfahrer.
Laurent Zongo gewann 2003 eine Etappe bei der Tour du Faso in seinem Heimatland. In der Saison 2005 konnte er zwei Etappen bei der Boucle du Coton gewinnen. Bei der nationalen Meisterschaft wurde er im selben Jahr Vizemeister hinter Jérémie Ouédraogo. Durch diese Ergebnisse belegte er in der Gesamtwertung der UCI Africa Tour 2005 den sechsten Rang. 2006 wurde er Zweiter beim Grand Prix Onatel. 2010 fuhr Zongo seine letzten Rennen.

## Erfolge
2002
- drei Etappen Tour du Mali

2003
- eine Etappe Tour du Faso

2005
- zwei Etappen Boucle du Coton
- 2. Platz Burkinische Straßenmeisterschaften – Straßenrennen